# Aceratherium
Os rinocerontes do gênero Aceratherium possuem esse nome por que não possuem chifres.
Viveram na Eurásia durante o período Mioceno, chegando a pesar 1 Tonelada. Anteriormente os Paraceratherium eram tidos como parte desse gênero.